# Paisagem epigenética
Paisagem epigenética é um conceito cunhado pelo cientista britânico Conrad Hal Waddington (8  de novembro 1905 – 26 de setembro de 1975) como uma metáfora para o processo de diferenciação celular regulado por atividade gênica que ocorre durante o desenvolvimento embrionário. Waddington apresentou o conceito em 1939, em seu livro An introduction to modern genetics, detalhando-o nas obras Organisers and genes, de 1940, e New patterns in genetic development, de 1962 .
A  visualização da relação entre interação gênica e ambiente proposta por Waddington passou por diversas re-interpretações, tendo sido muito importante para o desenvolvimento de áreas da biologia como bio-devo e epigenética, e até hoje é usada como ponto de partida para análises mais complexas das vias do desenvolvimento.

## Visão Geral
Waddington buscava compreender como o zigoto, uma célula completamente indiferenciada, diferenciava-se através de vias do desenvolvimento até atingir seu destino celular final específico, passando por alguns estados celulares.
Ele criou uma representação visual para o que chamou de paisagem epigenética, ou seja, as vias de desenvolvimento sobre as quais as células alcançam seu destino celular.
Em sua figura mais famosa, Waddington posiciona uma bola, que representa uma célula indiferenciada, no alto de um pico, descendo por vales e picos bifurcantes até alcançar um destino final discreto.  As diferentes vias de desenvolvimento, denominadas por Waddington de chreodes, seriam divergentes na paisagem epigenética, sendo assim binária a “decisão” do destino celular. No início, a bola, análoga à célula indiferenciada, tem igual probabilidade de seguir por uma via ou outra. A cada  bifurcação na paisagem ficam restritas as possibilidades de vias de desenvolvimento a serem tomadas, representando uma diminuição no potencial celular e uma restrição do destino celular final.  Os pontos mais baixos dos vales são representações das vias de desenvolvimento, enquanto os picos delimitam essas vias, simbolizando regulação - o que Waddington chamava de “canalização”.
Em uma segunda imagem, o cientista também propõem que a “decisão” sobre qual via do desenvolvimento a célula irá tomar emerge de regulação gênica, que impõe restrições intrínseca ao sistema. Essa imagem representa o que estaria “por baixo” da primeira, com pontos ancorados representando genes. Cordas ligam esses genes à superfície da paisagem, indicando que os genes interagem entre si para deformar a paisagem, criando sua forma.
Conceitos previamente desenvolvidos por Waddington, como competência, indução e canalização, foram integrados à paisagem. Os pontos de bifurcação seriam pontos de desequilíbrio, onde a célula pode apresentar potencial (em seus termos, “competência”) para responder a um evento indutivo. O evento indutivo é o “empurrão” necessário para que a bola siga por uma via ou outra na bifurcação, ou seja, que a célula siga diferenciando-se em determinada direção. A delimitação do vale imposta pela altura do pico representa a regulação existente para que a célula não responda à eventos indutivos fora de sua janela de competência. 

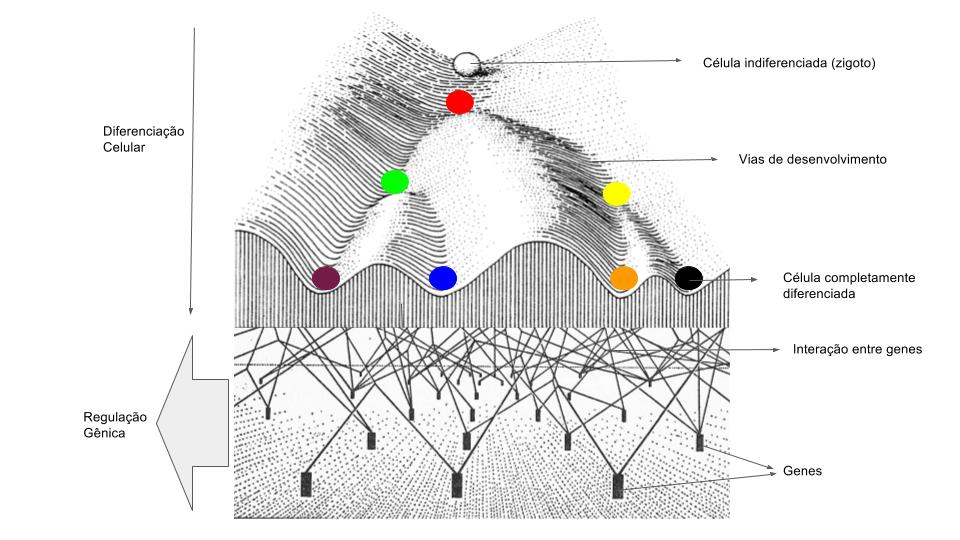
Adaptation from Waddington's epigenetic landscape

 Ao lado, diagrama da paisagem epigenética da diferenciação celular, adaptado de The Strategy of the Genes, C. H. Waddington © Allen & Unwin 1957. A cor das bolas representa diferentes estados celulares que a célula pode assumir a depender da via seguida.

## Contexto atual
O conceito de paisagem epigenética permanece vivo nas pesquisas de biologia do desenvolvimento, mesmo que consideravelmente alterado de acordo com novas interpretações. Estudos sobre o processo de diferenciação celular demonstraram que uma célula pode retornar a um estado menos diferenciado (dediferenciação) ou até mesmo diferenciar-se em outro tipo celular (transdiferenciação), o que seria uma “regressão” na paisagem proposta por Waddington. Com o avanço da epigenética, foi possível detectar os estados epigenéticos adjacentes a cada potencial de desenvolvimento (i.e, célula totipotente, pluripotente, multipotente e unipotente), como por exemplo a desmetilação global do DNA no zigoto e a ativação dos cromossomos X em células pluripotentes.
Usando conceitos de sistemas dinâmicos, modelagens computacionais avançadas, análises de expressão gênica e de vias de transdução de sinal foi possível detalhar a paisagem proposta por Waddington, determinando como relacionam-se as vias de desenvolvimento com as redes regulação gênica e os estados de transição da célula até seu destino final .
O conhecimento aprofundado sobre as vias do desenvolvimento e os fatores genéticos e epigenéticos relacionados também apresentam muita relevância para área médica.